# Karl Otto Conrady
Karl Otto Conrady (* 21. Februar 1926 in Hamm/Westfalen; † 1. Juli 2020 in Köln) war ein deutscher Literaturhistoriker, Schriftsteller, Herausgeber und Kulturpolitiker.

## Leben und Werk
Karl Otto Conrady verbrachte Kindheit und Jugend in Hamm. Er beantragte am 22. Januar 1944 die Aufnahme in die NSDAP und wurde zum 20. April desselben Jahres aufgenommen (Mitgliedsnummer 9.799.266). Er wurde im Juli 1944, nach Erhalt des Reifevermerks am humanistischen Gymnasium Hammonense in Hamm, zum Kriegsdienst verpflichtet. Im Juli 1945 wurde Conrady als 19-Jähriger aus amerikanischer Kriegsgefangenschaft entlassen, in die er im April 1945 als Gefreiter der Infanterie der Wehrmacht geraten war. Von August 1945 bis Mai 1947 war er als Clerk bei einer britischen Militäreinheit tätig.
1947 wurde Conrady zum Studium an der Westfälischen Wilhelms-Universität Münster zugelassen, das er 1952 mit dem Staatsexamen abschloss. 1953 folgte die Promotion bei Benno von Wiese, 1957 habilitierte er sich mit einer Arbeit über Lateinische Dichtungstradition und deutsche Lyrik des 17. Jahrhunderts. Von 1958 bis 1961 war Conrady als Diätendozent an der Universität Göttingen tätig, 1961 als Professor für Neuere Deutsche Literatur an der Universität des Saarlandes in Saarbrücken und von 1962 bis 1969 an der Christian-Albrechts-Universität zu Kiel. Von 1969 bis 1991, dem Jahr der Emeritierung, lehrte Karl Otto Conrady an der Universität zu Köln.
Von 1967 bis 1969 war Conrady als SPD-Abgeordneter und Vorsitzender des Kultusausschusses Mitglied des Schleswig-Holsteinischen Landtages. Seit 1977 gehörte er keiner Partei mehr an. Er blieb jedoch weiterhin kulturpolitisch engagiert.
1976 bis 1979 war Karl Otto Conrady Vorsitzender des Deutschen Germanistenverbandes. Er war Mitglied des PEN-Zentrums Deutschland, dessen Präsident er von November 1996 bis Oktober 1998 war.
Karl Otto Conrady wurde insbesondere als Herausgeber gewichtiger Anthologien deutschsprachiger Lyrik bekannt. Der Große Conrady. Das Buch deutscher Gedichte. Von den Anfängen bis zur Gegenwart gilt als die Lyrik-Sammlung im deutschen Sprachraum schlechthin. Das Buch erschien erstmals 1977 und wurde 1991, 2000 und 2008 aktualisiert und erweitert. Darüber hinaus galt er als einer der führenden Experten für Leben und Werk Johann Wolfgang von Goethes, über den er u. a. eine umfangreiche Biographie schrieb.
Karl Otto Conrady wohnte während seiner Tätigkeit als Kölner Hochschullehrer in Rösrath und lebte seit 2009 in Köln. Er starb am 1. Juli 2020 im Alter von 94 Jahren. Er wurde in der Familiengrabstätte auf dem Ostenfriedhof in Hamm beigesetzt.

## Einzeltitel